# Kidada Jones
 (juillet 2017).
Si vous disposez d'ouvrages ou d'articles de référence ou si vous connaissez des sites web de qualité traitant du thème abordé ici, merci de compléter l'article en donnant les références utiles à sa vérifiabilité et en les liant à la section « Notes et références ».
 (juillet 2017).
Le contenu est difficilement compréhensible vu les erreurs de traduction, qui sont peut-être dues à l'utilisation d'un logiciel de traduction automatique.
Kidada Ann Jones, née le 22 mars 1974, est une actrice, modèle et créatrice de mode américaine, connue comme designer pour The Walt Disney Company où elle a une ligne de vêtements sous le nom de Kidada. 

## Biographie

### Jeunesse
Elle est la fille du compositeur Quincy Jones et de l'actrice Peggy Lipton, et la sœur de l'actrice Rashida Jones.

### Carrière
Kidada Jones commence à travailler comme styliste de célébrités pour le magazine Vibe de son père. Elle attire l'attention quand elle choisit Michael Jackson pour la couverture de Vibe en 1995. Elle est recrutée par Tommy Hilfiger, qui lance une campagne publicitaire avec Jones et d'autres personnalités (dont Aaliyah, Tamia, Kate Hudson, Nicole Richie, et Oliver Hudson). Elle est sa muse pendant huit ans. 
Jones a conçu les vêtements du rappeur Snoop Dogg pendant trois ans. Elle a été également modèle dans des magazines de mode tels que Elle, Vogue et Harper's Bazaar.
Depuis 2005, Jones travaille avec la Walt Disney Company. 
Le magazine W décrit son travail comme « une ligne de vêtements et des bijoux pour les adultes vendus dans les boutiques » et a déclaré que Jones agit « comme un conduit pour les fabricants de saveurs de la hanche que la marque manquerait autrement ». Selon Jim Calhoun, vice-président exécutif de Disney Consumer Products (Amérique du Nord), « Kidada n'est pas seulement une de ces personnes qui souligne ce qui est cool. Elle a vraiment réussi à rendre les choses cool ».

### Mariage et famille
Kidada fréquente le rappeur LL Cool J de 1992 à 1994. Il mentionne leur relation et se cache avec elle en raison de ses croyances spirituelles.
En 1995, Kidada se lie à Tupac Shakuraprès sa rupture avec Keisha Morris jusqu'à sa mort en septembre 1996puis
s'est ensuite mariée aussi avec Jeffrey Nash de 2003 à 2006.  